# 額瘤并盾介殼蟲
額瘤并盾介殼蟲（学名：Pinnaspis frontalis）为盾介殼蟲科并盾介殼蟲屬下的一个种。